# Saarfels
Saarfels, anciennement Fickingen, est depuis 1974 un Ortsteil de la commune de Beckingen qui se trouve dans l'arrondissement de Merzig-Wadern et dans le Land allemand de la Sarre.

## Géographie
Saarfels est à environ 30 km au nord-ouest de Sarrebruck.

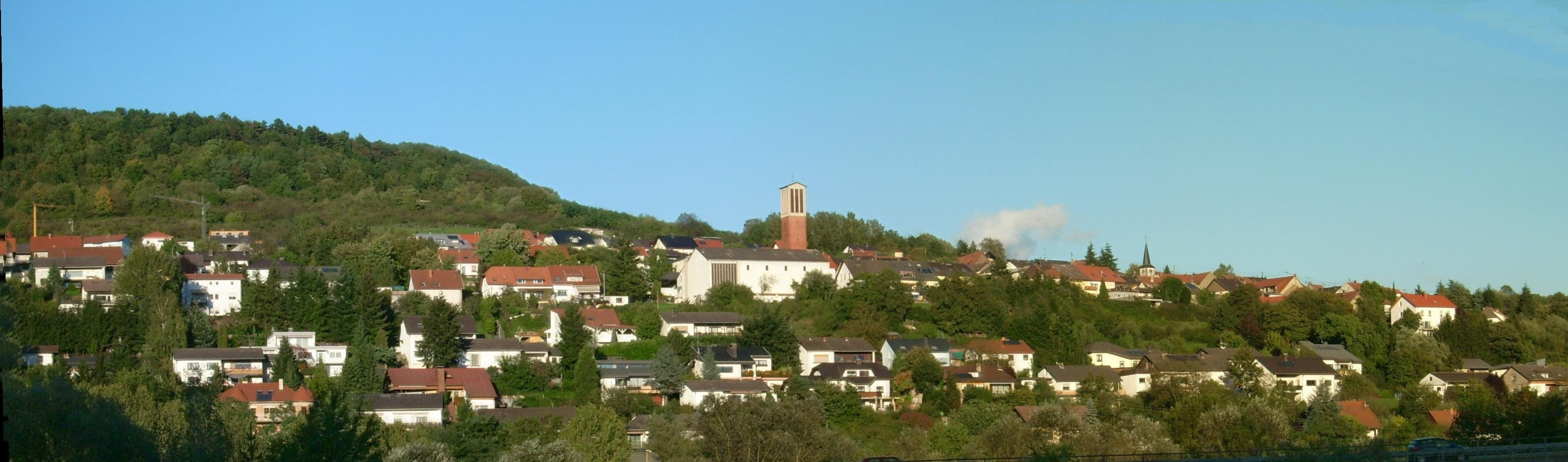
Vue panoramique.

## Toponymie
Anciennes mentions du nom, : Fuckingen (1220), 
Vorckingen (1367), Fckingen (1484), Fuchkingen (1519), Fuckingen (1531), Fickingen (1570), Fecking ou Ficking (XIXe siècle), Feckingen (1817), Saarfels (1923). 

Toponymie similaire avec les localités Autrichiennes de Fucking et Fugging.
En Sarrois : Safels et Fëckinge.

## Histoire
Village de l'ancienne province de Lorraine, fut cédé à la Prusse en 1815.

Ancienne commune de Moselle sous le nom de Fecking en 1802, rattachée au canton de Relling.
Saarfels a perdu le 1er janvier 1974 son statut de commune indépendante.

## Lieux et monuments

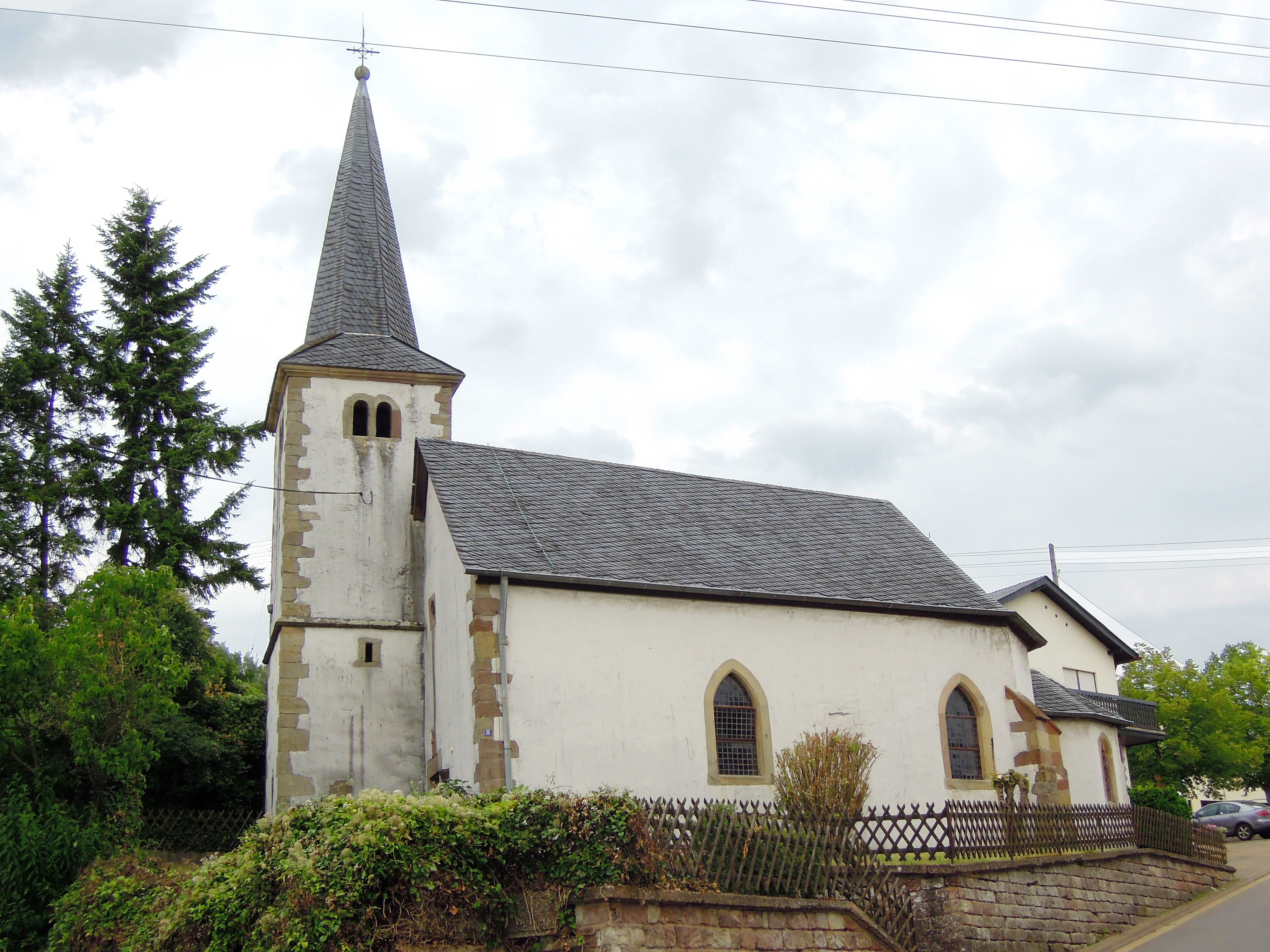
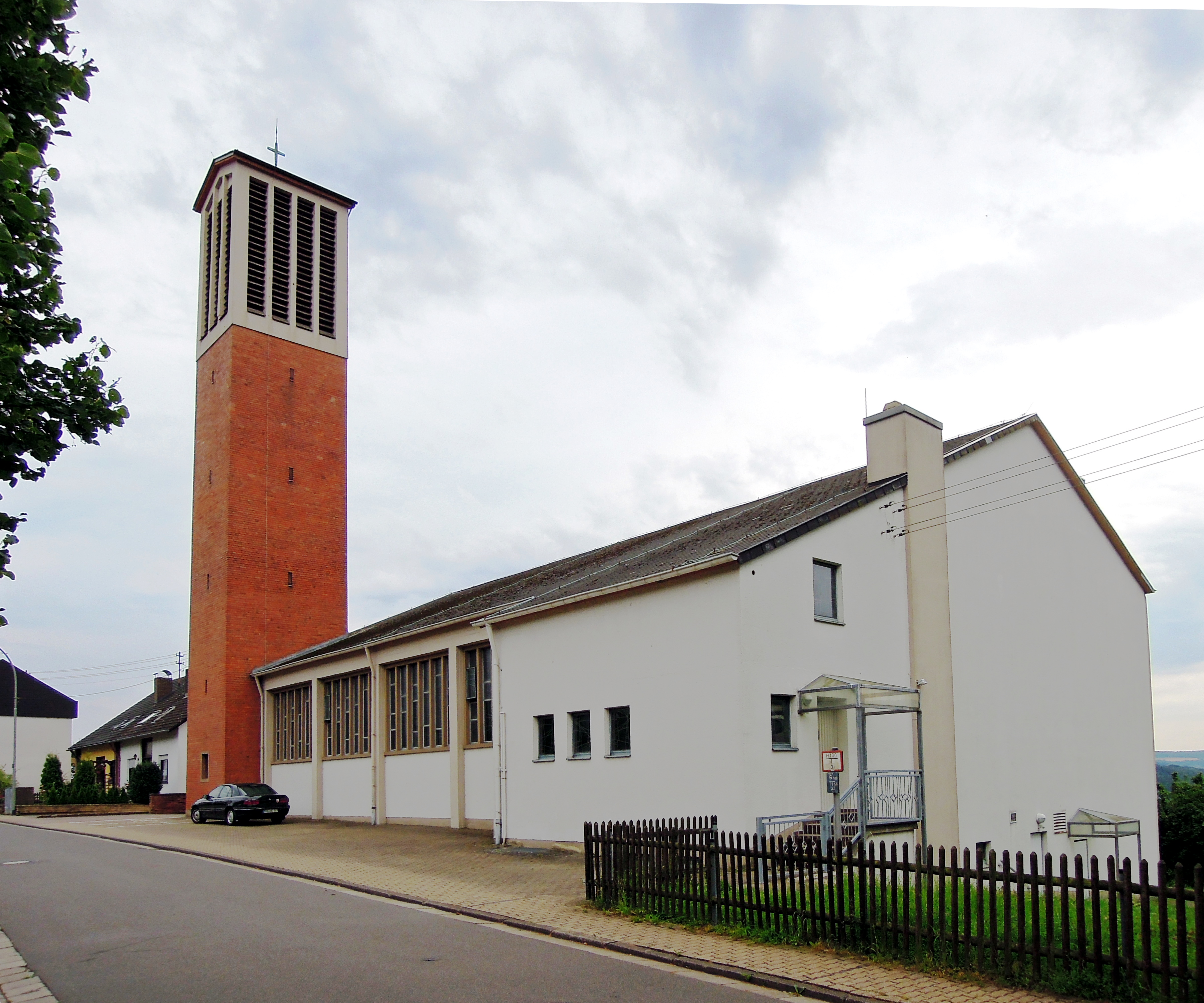
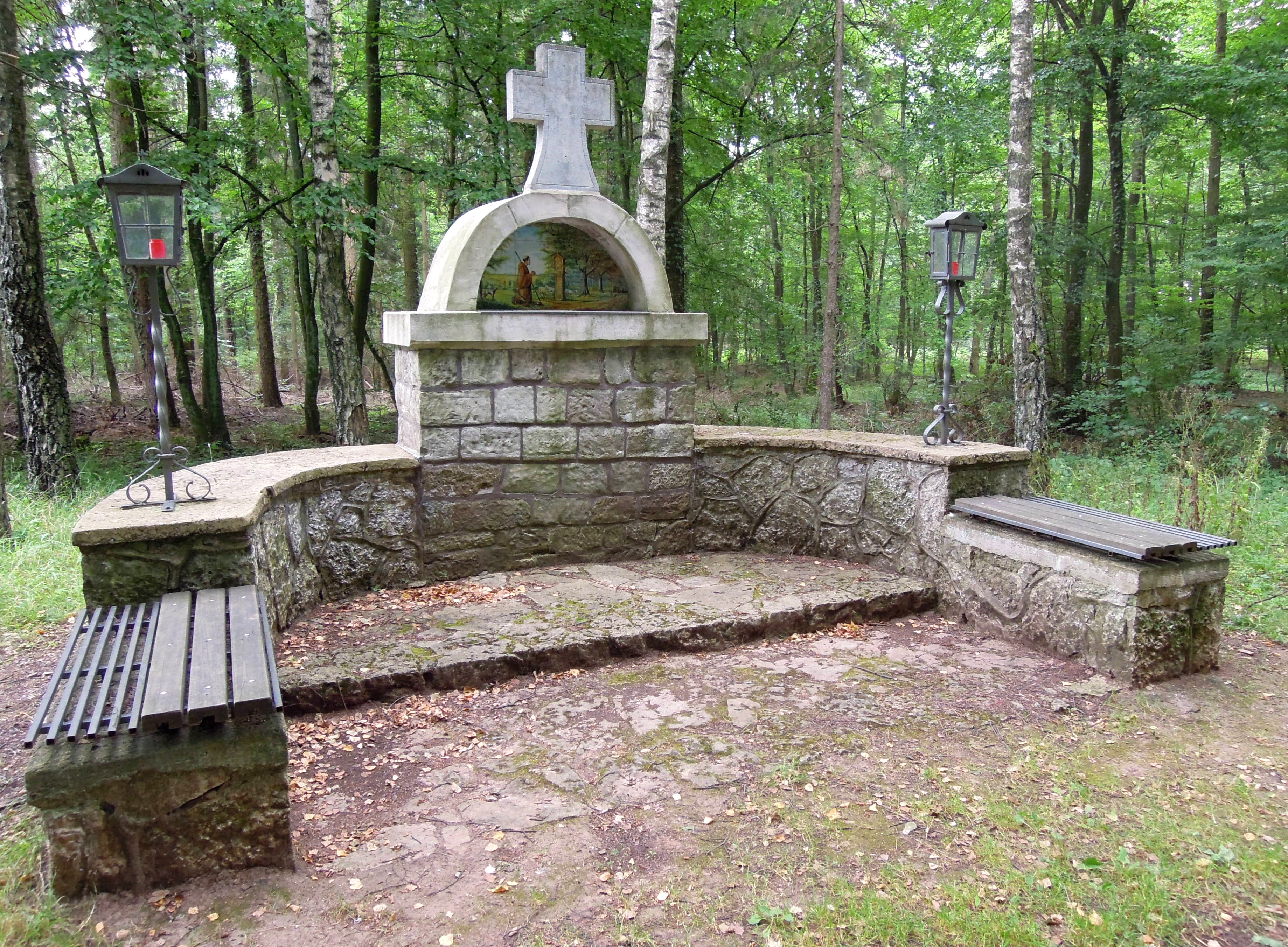